# EF Education-TIBCO-SVB
L'EF Education-TIBCO-SVB (codi UCI: TIB) és un equip ciclista femení estatunidenc. Creat al 2005, va aconseguir la categoria UCI Women's Team el 2010. El 2023 s'anuncià la seva dissolució.

## Principals resultats
- Giro de Toscana-Memorial Michela Fanini: Megan Guarnier (2011), Claudia Lichtenberg (2013)
- Paris-Roubaix Femmes 2023: Alison Jackson

## Classificacions UCI

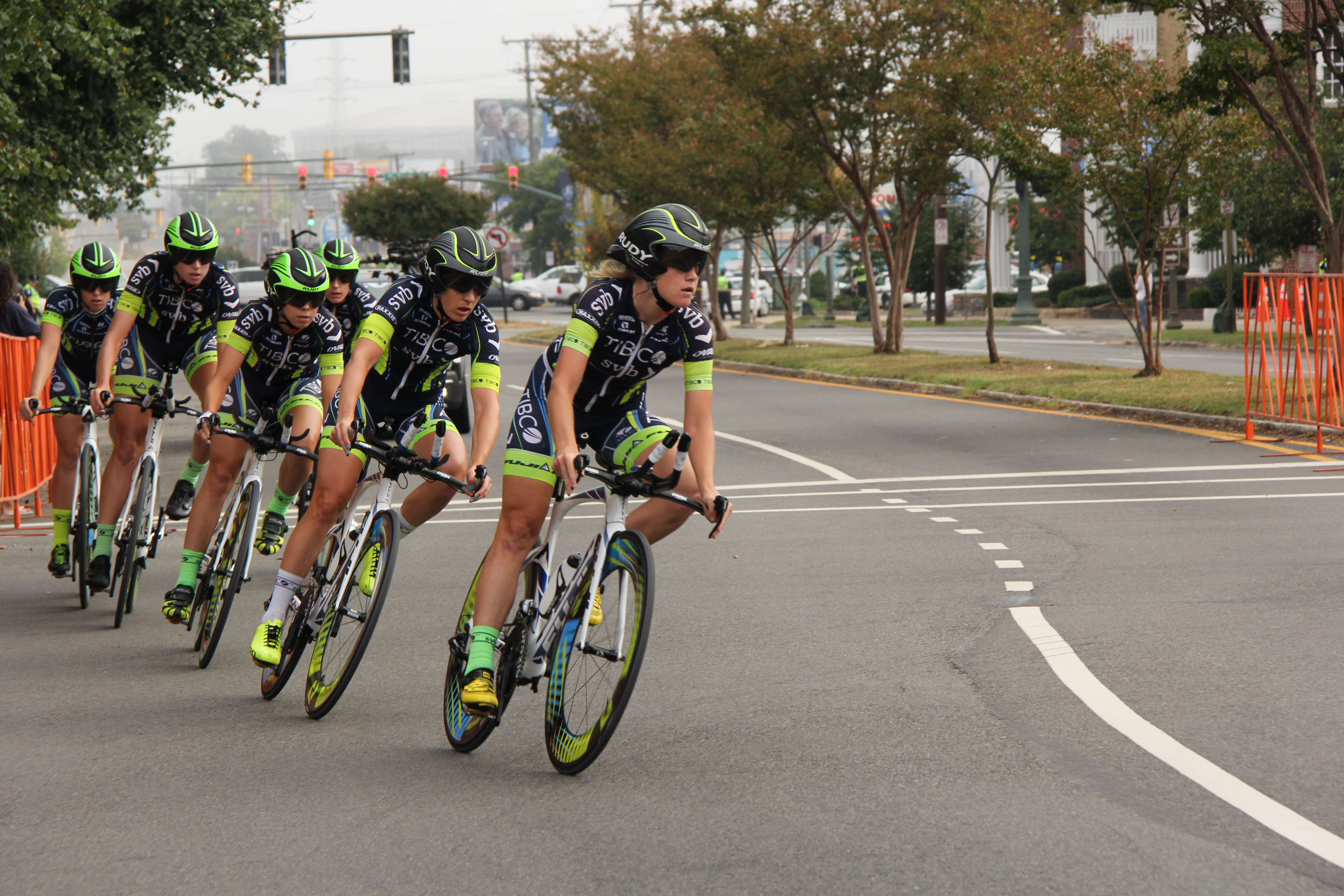
L'equip al 2015

Aquesta taula mostra la plaça de l'equip a la classificació de la Unió Ciclista Internacional a final de temporada i també la millor ciclista en la classificació individual de cada temporada.
| Temporada | Classificació per equips | Millor ciclista en la classificació individual |
| --------- | ------------------------ | ---------------------------------------------- |
| 2010      | 10è                      | Ruth Corset (30a)                              |
| 2011      | 12è                      | Joëlle Numainville (27a)                       |
| 2012      | 13è                      | Megan Guarnier (36a)                           |
| 2013      | 9è                       | Shelley Olds (13a)                             |
| 2014      | 18è                      | Jasmin Glaesser (71a)                          |
| 2015      | 11è                      | Lauren Stephens (20a)                          |
| 2016      | 19è                      | Lauren Stephens (69a)                          |
| 2017      | 14è                      | Lauren Stephens (23a)                          |
| 2018      | 16è                      | Alison Jackson (43a)                           |
| 2019      | 15è                      | Alison Jackson (36a)                           |
| 2020      | 14è                      | Lauren Stephens (13a)                          |
| 2021      | 13è                      | Kristen Faulkner (24a)                         |
| 2022      | 11è                      | Veronica Ewers (22a)                           |
| 2023      | 16è                      | Alison Jackson (29a)                           |

De 2010 a 2015 l'equip va participar en la Copa del món
| Temporada | Classificació per equips | Millor ciclista en la classificació individual |
| --------- | ------------------------ | ---------------------------------------------- |
| 2010      | 21è                      | Ruth Corset (22a)                              |
| 2011      | 15è                      | Joëlle Numainville (27a)                       |
| 2012      | 24è                      | Megan Guarnier (48a)                           |
| 2013      | 10è                      | Chantal Blaak (23a)                            |
| 2014      | 18è                      | Jasmin Glaesser (71a)                          |
| 2015      | 17è                      | Emily Collins (55a)                            |

A partir del 2015, l'UCI Women's WorldTour va substituir la copa del món
| Temporada | Classificació per equips | Millor ciclista en la classificació individual |
| --------- | ------------------------ | ---------------------------------------------- |
| 2016      | 20è                      | Brianna Walle (52a)                            |
| 2017      | 16è                      | Lauren Stephens (40a)                          |
| 2018      | 16è                      | Alison Jackson (49a)                           |
| 2019      | 15è                      | Alison Jackson (32a)                           |
| 2020      | 14è                      | Lauren Stephens (24a)                          |
| 2021      | 13è                      | Kristen Faulkner (12a)                         |
| 2022      | 12è                      | Veronica Ewers (31a)                           |
| 2023      | 15è                      | Georgia Williams (50a)                         |

## Composició de l'equip
| \| Llista de l'equip 2012 \| Llista de l'equip 2012 \| Llista de l'equip 2012 \| Llista de l'equip 2012 \| \| Ciclista \| Data de naixement \| Equip previ \| \| \| ---------------------------------- \| ---------------------- \| --------------------------------------------- \| ---------------------- \| \| Véronique Fortin \| 22 de novembre de 1980 \| \| \| \| Megan Guarnier \| 4 de maig de 1985 \| \| \| \| Lauren Hall \| 2 de febrer de 1979 \| Colavita Forno d'Asolo (2011) \| \| \| Danielle Haulman \| 5 de juny de 1990 \| \| \| \| Lauren Hecht \| 26 de octubre de 1987 \| \| \| \| Joanne Kiesanowski \| 24 de maig de 1979 \| Fenixs (2008) \| \| \| Amanda Miller \| 13 de desembre de 1986 \| HTC-Highroad Women (2011) \| \| \| Meredith Miller \| 26 de desembre de 1973 \| Aaron's cycling team (2008) \| \| \| Lindsay Myers \| 2 de novembre de 1989 \| \| \| \| Jennifer Purcell \| 17 de agost de 1978 \| \| \| \| Heather Ross (10 de ago–31 de des) \| 13 de abril de 1987 \| \| \| \| Alexis Ryan (1 de gen–31 de ago) \| 18 de setembre de 1994 \| \| \| \| Kendall Ryan \| 10 de agost de 1992 \| \| \| \| Samantha Schneider \| 18 de setembre de 1990 \| Colavita-Sutter Home p/b Cooking Light (2008) \| \| \| Jennifer Wheeler \| 19 de setembre de 1980 \| \| \| \| Tara Whitten \| 13 de juliol de 1980 \| \| \| \| \| \| \| \| \| Font: UCI \| \| \| \| |                        |                                               |  |
| Llista de l'equip 2012 |                        |                                               |  |
| Ciclista | Data de naixement      | Equip previ                                   |  |
| Véronique Fortin | 22 de novembre de 1980 |                                               |  |
| Megan Guarnier | 4 de maig de 1985      |                                               |  |
| Lauren Hall | 2 de febrer de 1979    | Colavita Forno d'Asolo (2011)                 |  |
| Danielle Haulman | 5 de juny de 1990      |                                               |  |
| Lauren Hecht | 26 de octubre de 1987  |                                               |  |
| Joanne Kiesanowski | 24 de maig de 1979     | Fenixs (2008)                                 |  |
| Amanda Miller | 13 de desembre de 1986 | HTC-Highroad Women (2011)                     |  |
| Meredith Miller | 26 de desembre de 1973 | Aaron's cycling team (2008)                   |  |
| Lindsay Myers | 2 de novembre de 1989  |                                               |  |
| Jennifer Purcell | 17 de agost de 1978    |                                               |  |
| Heather Ross (10 de ago–31 de des) | 13 de abril de 1987    |                                               |  |
| Alexis Ryan (1 de gen–31 de ago) | 18 de setembre de 1994 |                                               |  |
| Kendall Ryan | 10 de agost de 1992    |                                               |  |
| Samantha Schneider | 18 de setembre de 1990 | Colavita-Sutter Home p/b Cooking Light (2008) |  |
| Jennifer Wheeler | 19 de setembre de 1980 |                                               |  |
| Tara Whitten | 13 de juliol de 1980   |                                               |  |
| |                        |                                               |  |
| Font: UCI |                        |                                               |  |

| \| Llista de l'equip 2013 \| Llista de l'equip 2013 \| Llista de l'equip 2013 \| Llista de l'equip 2013 \| \| Ciclista \| Data de naixement \| Equip previ \| \| \| ------------------------------------- \| ---------------------- \| --------------------------------------------- \| ---------------------- \| \| Anna Barensfeld (1 de gen–31 de març) \| 16 de novembre de 1983 \| \| \| \| Chantal Blaak \| 22 de octubre de 1989 \| AA Drink-Leontien.nl (2012) \| \| \| Rushlee Buchanan \| 20 de gener de 1988 \| Colavita Forno d'Asolo (2011) \| \| \| Jasmin Glaesser \| 8 de juliol de 1992 \| \| \| \| Joanne Kiesanowski \| 24 de maig de 1979 \| Fenixs (2008) \| \| \| Claudia Häusler \| 17 de novembre de 1985 \| Orica-AIS (2012) \| \| \| Amanda Miller \| 13 de desembre de 1986 \| HTC-Highroad Women (2011) \| \| \| Meredith Miller \| 26 de desembre de 1973 \| Aaron's cycling team (2008) \| \| \| Lindsay Myers \| 2 de novembre de 1989 \| \| \| \| Shelley Olds \| 30 de setembre de 1980 \| AA Drink-Leontien.nl (2012) \| \| \| Samantha Schneider \| 18 de setembre de 1990 \| Colavita-Sutter Home p/b Cooking Light (2008) \| \| \| Melanie Späth \| 16 de juny de 1981 \| \| \| \| Lauren Stephens \| 28 de desembre de 1986 \| \| \| \| \| \| \| \| \| Font: UCI \| \| \| \|Nota: Anna Barensfeld |                        |                                               |  |
| Llista de l'equip 2013 |                        |                                               |  |
| Ciclista | Data de naixement      | Equip previ                                   |  |
| Anna Barensfeld (1 de gen–31 de març) | 16 de novembre de 1983 |                                               |  |
| Chantal Blaak | 22 de octubre de 1989  | AA Drink-Leontien.nl (2012)                   |  |
| Rushlee Buchanan | 20 de gener de 1988    | Colavita Forno d'Asolo (2011)                 |  |
| Jasmin Glaesser | 8 de juliol de 1992    |                                               |  |
| Joanne Kiesanowski | 24 de maig de 1979     | Fenixs (2008)                                 |  |
| Claudia Häusler | 17 de novembre de 1985 | Orica-AIS (2012)                              |  |
| Amanda Miller | 13 de desembre de 1986 | HTC-Highroad Women (2011)                     |  |
| Meredith Miller | 26 de desembre de 1973 | Aaron's cycling team (2008)                   |  |
| Lindsay Myers | 2 de novembre de 1989  |                                               |  |
| Shelley Olds | 30 de setembre de 1980 | AA Drink-Leontien.nl (2012)                   |  |
| Samantha Schneider | 18 de setembre de 1990 | Colavita-Sutter Home p/b Cooking Light (2008) |  |
| Melanie Späth | 16 de juny de 1981     |                                               |  |
| Lauren Stephens | 28 de desembre de 1986 |                                               |  |
| |                        |                                               |  |
| Font: UCI |                        |                                               |  |

| \| Llista de l'equip 2014 \| Llista de l'equip 2014 \| Llista de l'equip 2014 \| Llista de l'equip 2014 \| \| Ciclista \| Data de naixement \| Equip previ \| \| \| ----------------------------------- \| ---------------------- \| --------------------------------------------- \| ---------------------- \| \| Alizee Brien \| 27 de setembre de 1993 \| GSD Gestion-Kallisto (2013) \| \| \| Kristabel Doebel-Hickok \| 28 de abril de 1989 \| \| \| \| Andrea Dvorak \| 9 de octubre de 1980 \| Exergy Twenty16 (2013) \| \| \| Jasmin Glaesser \| 8 de juliol de 1992 \| \| \| \| Emma Grant \| 30 de setembre de 1991 \| Matrix Fitness Racing Academy (2013) \| \| \| Sara Headley (1 de ago–31 de des) \| 5 de abril de 1985 \| \| \| \| Joanne Kiesanowski \| 24 de maig de 1979 \| Fenixs (2008) \| \| \| Scotti Lechuga (1 de gen–4 de juny) \| 7 de gener de 1983 \| \| \| \| Amanda Miller \| 13 de desembre de 1986 \| HTC-Highroad Women (2011) \| \| \| Kendall Ryan \| 10 de agost de 1992 \| \| \| \| Samantha Schneider \| 18 de setembre de 1990 \| Colavita-Sutter Home p/b Cooking Light (2008) \| \| \| Patricia Schwager \| 6 de desembre de 1983 \| Faren-Kuota (2013) \| \| \| Lauren Stephens \| 28 de desembre de 1986 \| \| \| \| Anika Todd \| 11 de març de 1990 \| \| \| \| \| \| \| \| \| Font: UCI \| \| \| \| |                        |                                               |  |
| Llista de l'equip 2014 |                        |                                               |  |
| Ciclista | Data de naixement      | Equip previ                                   |  |
| Alizee Brien | 27 de setembre de 1993 | GSD Gestion-Kallisto (2013)                   |  |
| Kristabel Doebel-Hickok | 28 de abril de 1989    |                                               |  |
| Andrea Dvorak | 9 de octubre de 1980   | Exergy Twenty16 (2013)                        |  |
| Jasmin Glaesser | 8 de juliol de 1992    |                                               |  |
| Emma Grant | 30 de setembre de 1991 | Matrix Fitness Racing Academy (2013)          |  |
| Sara Headley (1 de ago–31 de des) | 5 de abril de 1985     |                                               |  |
| Joanne Kiesanowski | 24 de maig de 1979     | Fenixs (2008)                                 |  |
| Scotti Lechuga (1 de gen–4 de juny) | 7 de gener de 1983     |                                               |  |
| Amanda Miller | 13 de desembre de 1986 | HTC-Highroad Women (2011)                     |  |
| Kendall Ryan | 10 de agost de 1992    |                                               |  |
| Samantha Schneider | 18 de setembre de 1990 | Colavita-Sutter Home p/b Cooking Light (2008) |  |
| Patricia Schwager | 6 de desembre de 1983  | Faren-Kuota (2013)                            |  |
| Lauren Stephens | 28 de desembre de 1986 |                                               |  |
| Anika Todd | 11 de març de 1990     |                                               |  |
| |                        |                                               |  |
| Font: UCI |                        |                                               |  |

| \| Llista de l'equip 2015 \| Llista de l'equip 2015 \| Llista de l'equip 2015 \| Llista de l'equip 2015 \| \| Ciclista \| Data de naixement \| Equip previ \| \| \| ----------------------- \| ---------------------- \| --------------------------- \| ---------------------- \| \| Alizee Brien \| 27 de setembre de 1993 \| GSD Gestion-Kallisto (2013) \| \| \| Emily Collins \| 16 de setembre de 1990 \| Wiggle Honda (2014) \| \| \| Kristabel Doebel-Hickok \| 28 de abril de 1989 \| \| \| \| Kathrin Hammes \| 9 de gener de 1989 \| \| \| \| Sara Headley \| 5 de abril de 1985 \| \| \| \| Joanne Hogan \| 9 de juny de 1982 \| Bigla (2014) \| \| \| Joanne Kiesanowski \| 24 de maig de 1979 \| Fenixs (2008) \| \| \| Kendall Ryan \| 10 de agost de 1992 \| \| \| \| Patricia Schwager \| 6 de desembre de 1983 \| Faren-Kuota (2013) \| \| \| Lauren Stephens \| 28 de desembre de 1986 \| \| \| \| Anika Todd \| 11 de març de 1990 \| \| \| \| \| \| \| \| \| Font: UCI \| \| \| \| |                        |                             |  |
| Llista de l'equip 2015 |                        |                             |  |
| Ciclista | Data de naixement      | Equip previ                 |  |
| Alizee Brien | 27 de setembre de 1993 | GSD Gestion-Kallisto (2013) |  |
| Emily Collins | 16 de setembre de 1990 | Wiggle Honda (2014)         |  |
| Kristabel Doebel-Hickok | 28 de abril de 1989    |                             |  |
| Kathrin Hammes | 9 de gener de 1989     |                             |  |
| Sara Headley | 5 de abril de 1985     |                             |  |
| Joanne Hogan | 9 de juny de 1982      | Bigla (2014)                |  |
| Joanne Kiesanowski | 24 de maig de 1979     | Fenixs (2008)               |  |
| Kendall Ryan | 10 de agost de 1992    |                             |  |
| Patricia Schwager | 6 de desembre de 1983  | Faren-Kuota (2013)          |  |
| Lauren Stephens | 28 de desembre de 1986 |                             |  |
| Anika Todd | 11 de març de 1990     |                             |  |
| |                        |                             |  |
| Font: UCI |                        |                             |  |

| \| Llista de l'equip 2016 \| Llista de l'equip 2016 \| Llista de l'equip 2016 \| Llista de l'equip 2016 \| \| Ciclista \| Data de naixement \| Equip previ \| \| \| ---------------------- \| ---------------------- \| ------------------------------------- \| ---------------------- \| \| Alizee Brien \| 27 de setembre de 1993 \| GSD Gestion-Kallisto (2013) \| \| \| Emily Collins \| 16 de setembre de 1990 \| Wiggle Honda (2014) \| \| \| Lauren Hall \| 2 de febrer de 1979 \| Twenty16-Sho-Air (2015) \| \| \| Kathrin Hammes \| 9 de gener de 1989 \| \| \| \| Joanne Kiesanowski \| 24 de maig de 1979 \| Fenixs (2008) \| \| \| Lauren Komanski \| 17 de juny de 1985 \| Twenty16-Sho-Air (2015) \| \| \| Lindsay Myers \| 2 de novembre de 1989 \| \| \| \| Kendall Ryan \| 10 de agost de 1992 \| \| \| \| Patricia Schwager \| 6 de desembre de 1983 \| Faren-Kuota (2013) \| \| \| Lauren Stephens \| 28 de desembre de 1986 \| \| \| \| Brianna Walle \| 25 de abril de 1984 \| Optum-Kelly Benefit Strategies (2015) \| \| \| \| \| \| \| \| Font: UCI \| \| \| \| |                        |                                       |  |
| Llista de l'equip 2016 |                        |                                       |  |
| Ciclista | Data de naixement      | Equip previ                           |  |
| Alizee Brien | 27 de setembre de 1993 | GSD Gestion-Kallisto (2013)           |  |
| Emily Collins | 16 de setembre de 1990 | Wiggle Honda (2014)                   |  |
| Lauren Hall | 2 de febrer de 1979    | Twenty16-Sho-Air (2015)               |  |
| Kathrin Hammes | 9 de gener de 1989     |                                       |  |
| Joanne Kiesanowski | 24 de maig de 1979     | Fenixs (2008)                         |  |
| Lauren Komanski | 17 de juny de 1985     | Twenty16-Sho-Air (2015)               |  |
| Lindsay Myers | 2 de novembre de 1989  |                                       |  |
| Kendall Ryan | 10 de agost de 1992    |                                       |  |
| Patricia Schwager | 6 de desembre de 1983  | Faren-Kuota (2013)                    |  |
| Lauren Stephens | 28 de desembre de 1986 |                                       |  |
| Brianna Walle | 25 de abril de 1984    | Optum-Kelly Benefit Strategies (2015) |  |
| |                        |                                       |  |
| Font: UCI |                        |                                       |  |

| \| Llista de l'equip 2017 \| Llista de l'equip 2017 \| Llista de l'equip 2017 \| Llista de l'equip 2017 \| \| Ciclista \| Data de naixement \| Equip previ \| \| \| ----------------------- \| ---------------------- \| ------------------------------------- \| ---------------------- \| \| Lex Albrecht \| 6 de abril de 1987 \| BePink (2016) \| \| \| Nicolle Bruderer \| 15 de agost de 1993 \| \| \| \| Kathryn Buss \| 4 de octubre de 1993 \| \| \| \| Ingrid Drexel Clouthier \| 28 de juliol de 1993 \| Astana Women's Team (2016) \| \| \| Heather Fischer \| 28 de novembre de 1988 \| Rally Cycling (2016) \| \| \| Kathrin Hammes \| 9 de gener de 1989 \| \| \| \| Lindsay Myers \| 2 de novembre de 1989 \| \| \| \| Madeleine Park \| 22 de setembre de 1998 \| \| \| \| Kendall Ryan \| 10 de agost de 1992 \| \| \| \| Lauren Stephens \| 28 de desembre de 1986 \| \| \| \| Jennifer Tetrick \| 15 de novembre de 1981 \| Twenty16-Ridebiker (2016) \| \| \| Brianna Walle \| 25 de abril de 1984 \| Optum-Kelly Benefit Strategies (2015) \| \| \| \| \| \| \| \| Font: UCI \| \| \| \| |                        |                                       |  |
| Llista de l'equip 2017 |                        |                                       |  |
| Ciclista | Data de naixement      | Equip previ                           |  |
| Lex Albrecht | 6 de abril de 1987     | BePink (2016)                         |  |
| Nicolle Bruderer | 15 de agost de 1993    |                                       |  |
| Kathryn Buss | 4 de octubre de 1993   |                                       |  |
| Ingrid Drexel Clouthier | 28 de juliol de 1993   | Astana Women's Team (2016)            |  |
| Heather Fischer | 28 de novembre de 1988 | Rally Cycling (2016)                  |  |
| Kathrin Hammes | 9 de gener de 1989     |                                       |  |
| Lindsay Myers | 2 de novembre de 1989  |                                       |  |
| Madeleine Park | 22 de setembre de 1998 |                                       |  |
| Kendall Ryan | 10 de agost de 1992    |                                       |  |
| Lauren Stephens | 28 de desembre de 1986 |                                       |  |
| Jennifer Tetrick | 15 de novembre de 1981 | Twenty16-Ridebiker (2016)             |  |
| Brianna Walle | 25 de abril de 1984    | Optum-Kelly Benefit Strategies (2015) |  |
| |                        |                                       |  |
| Font: UCI |                        |                                       |  |

| 2018 |                        |                              |                        |
| \| Llista de l'equip 2018 \| Llista de l'equip 2018 \| Llista de l'equip 2018 \| Llista de l'equip 2018 \| \| Ciclista \| Data de naixement \| Equip previ \| \| \| ----------------------- \| ---------------------- \| ---------------------------- \| ---------------------- \| \| Lex Albrecht \| 6 de abril de 1987 \| \| \| \| Nicolle Bruderer \| 15 de agost de 1993 \| \| \| \| Kathryn Buss \| 4 de octubre de 1993 \| \| \| \| Brodie Chapman \| 9 de abril de 1991 \| \| \| \| Alice Cobb \| 31 de juliol de 1995 \| Lares-Waowdeals Women (2017) \| \| \| Ingrid Drexel Clouthier \| 28 de juliol de 1993 \| Astana Women's Team (2016) \| \| \| Emma Grant \| 30 de setembre de 1991 \| Colavita-Bianchi (2017) \| \| \| Alison Jackson \| 14 de desembre de 1988 \| BePink Cogeas (2017) \| \| \| Shannon Malseed \| 27 de desembre de 1994 \| \| \| \| Emily Newsom \| 4 de setembre de 1983 \| \| \| \| Kendall Ryan \| 10 de agost de 1992 \| \| \| \| Jennifer Tetrick \| 15 de novembre de 1981 \| Twenty16-Ridebiker (2016) \| \| \| \| \| \| \| \| Font: UCI \| \| \| \|Nota: Lex Albrecht |                        |                              |                        |
| Llista de l'equip 2018 | Llista de l'equip 2018 | Llista de l'equip 2018       | Llista de l'equip 2018 |
| Ciclista | Data de naixement      | Equip previ                  |                        |
| --- | ---------------------- | ---------------------------- | ---------------------- |
| Lex Albrecht | 6 de abril de 1987     |                              |                        |
| Nicolle Bruderer | 15 de agost de 1993    |                              |                        |
| Kathryn Buss | 4 de octubre de 1993   |                              |                        |
| Brodie Chapman | 9 de abril de 1991     |                              |                        |
| Alice Cobb | 31 de juliol de 1995   | Lares-Waowdeals Women (2017) |                        |
| Ingrid Drexel Clouthier | 28 de juliol de 1993   | Astana Women's Team (2016)   |                        |
| Emma Grant | 30 de setembre de 1991 | Colavita-Bianchi (2017)      |                        |
| Alison Jackson | 14 de desembre de 1988 | BePink Cogeas (2017)         |                        |
| Shannon Malseed | 27 de desembre de 1994 |                              |                        |
| Emily Newsom | 4 de setembre de 1983  |                              |                        |
| Kendall Ryan | 10 de agost de 1992    |                              |                        |
| Jennifer Tetrick | 15 de novembre de 1981 | Twenty16-Ridebiker (2016)    |                        |
| |                        |                              |                        |
| Font: UCI |                        |                              |                        |

| 2019 |                        |                                           |                        |
| \| Llista de l'equip 2019 \| Llista de l'equip 2019 \| Llista de l'equip 2019 \| Llista de l'equip 2019 \| \| Ciclista \| Data de naixement \| Equip previ \| \| \| -------------------------------- \| ---------------------- \| ----------------------------------------- \| ---------------------- \| \| Lex Albrecht \| 6 de abril de 1987 \| BePink (2016) \| \| \| Nicolle Bruderer \| 15 de agost de 1993 \| \| \| \| Brodie Chapman \| 9 de abril de 1991 \| \| \| \| Alice Cobb \| 31 de juliol de 1995 \| Lares-Waowdeals Women (2017) \| \| \| Ingrid Drexel Clouthier \| 28 de juliol de 1993 \| Astana Women's Team (2016) \| \| \| Megan Guarnier \| 4 de maig de 1985 \| Boels Dolmans (2018) \| \| \| Alison Jackson \| 14 de desembre de 1988 \| BePink Cogeas (2017) \| \| \| Nina Kessler \| 4 de juliol de 1988 \| Hitec Products-Birk Sport (2018) \| \| \| Sharlotte Lucas \| 25 de juliol de 1992 \| \| \| \| Shannon Malseed \| 27 de desembre de 1994 \| \| \| \| Emily Newsom \| 4 de setembre de 1983 \| \| \| \| Kendall Ryan \| 10 de agost de 1992 \| \| \| \| Rozanne Slik \| 21 de abril de 1991 \| FDJ-Nouvelle Aquitaine-Futuroscope (2018) \| \| \| Lauren Stephens \| 28 de desembre de 1986 \| Cylance (2018) \| \| \| Leah Dixon (15 de ago–31 de des) \| 26 de agost de 1991 \| Brother UK-Tifosi-Onform (2019) \| \| \| \| \| \| \| \| Font: ProCyclingStats \| \| \| \| |                        |                                           |                        |
| Llista de l'equip 2019 | Llista de l'equip 2019 | Llista de l'equip 2019                    | Llista de l'equip 2019 |
| Ciclista | Data de naixement      | Equip previ                               |                        |
| --- | ---------------------- | ----------------------------------------- | ---------------------- |
| Lex Albrecht | 6 de abril de 1987     | BePink (2016)                             |                        |
| Nicolle Bruderer | 15 de agost de 1993    |                                           |                        |
| Brodie Chapman | 9 de abril de 1991     |                                           |                        |
| Alice Cobb | 31 de juliol de 1995   | Lares-Waowdeals Women (2017)              |                        |
| Ingrid Drexel Clouthier | 28 de juliol de 1993   | Astana Women's Team (2016)                |                        |
| Megan Guarnier | 4 de maig de 1985      | Boels Dolmans (2018)                      |                        |
| Alison Jackson | 14 de desembre de 1988 | BePink Cogeas (2017)                      |                        |
| Nina Kessler | 4 de juliol de 1988    | Hitec Products-Birk Sport (2018)          |                        |
| Sharlotte Lucas | 25 de juliol de 1992   |                                           |                        |
| Shannon Malseed | 27 de desembre de 1994 |                                           |                        |
| Emily Newsom | 4 de setembre de 1983  |                                           |                        |
| Kendall Ryan | 10 de agost de 1992    |                                           |                        |
| Rozanne Slik | 21 de abril de 1991    | FDJ-Nouvelle Aquitaine-Futuroscope (2018) |                        |
| Lauren Stephens | 28 de desembre de 1986 | Cylance (2018)                            |                        |
| Leah Dixon (15 de ago–31 de des) | 26 de agost de 1991    | Brother UK-Tifosi-Onform (2019)           |                        |
| |                        |                                           |                        |
| Font: ProCyclingStats |                        |                                           |                        |

| 2020 |                        |                                  |                        |
| \| Llista de l'equip 2020 \| Llista de l'equip 2020 \| Llista de l'equip 2020 \| Llista de l'equip 2020 \| \| Ciclista \| Data de naixement \| Equip previ \| \| \| ---------------------- \| ---------------------- \| -------------------------------- \| ---------------------- \| \| Nicolle Bruderer \| 15 de agost de 1993 \| \| \| \| Erica Clevenger \| 30 de abril de 1994 \| Sho-Air Twenty20 (2019) \| \| \| Jenelle Crooks \| 2 de juliol de 1994 \| Mitchelton-Scott (2018) \| \| \| Leah Dixon \| 26 de agost de 1991 \| Brother UK-Tifosi-Onform (2019) \| \| \| Kristen Faulkner \| 18 de desembre de 1992 \| \| \| \| Sarah Gigante \| 6 de octubre de 2000 \| RoxSolt Attaquer (2019) \| \| \| Nina Kessler \| 4 de juliol de 1988 \| Hitec Products-Birk Sport (2018) \| \| \| Sharlotte Lucas \| 25 de juliol de 1992 \| \| \| \| Shannon Malseed \| 27 de desembre de 1994 \| \| \| \| Emily Newsom \| 4 de setembre de 1983 \| \| \| \| Diana Peñuela \| 8 de setembre de 1986 \| Alé Cipollini (2019) \| \| \| Kendall Ryan \| 10 de agost de 1992 \| \| \| \| Lauren Stephens \| 28 de desembre de 1986 \| Cylance (2018) \| \| \| \| \| \| \| \| Font: UCI \| \| \| \| |                        |                                  |                        |
| Llista de l'equip 2020 | Llista de l'equip 2020 | Llista de l'equip 2020           | Llista de l'equip 2020 |
| Ciclista | Data de naixement      | Equip previ                      |                        |
| --- | ---------------------- | -------------------------------- | ---------------------- |
| Nicolle Bruderer | 15 de agost de 1993    |                                  |                        |
| Erica Clevenger | 30 de abril de 1994    | Sho-Air Twenty20 (2019)          |                        |
| Jenelle Crooks | 2 de juliol de 1994    | Mitchelton-Scott (2018)          |                        |
| Leah Dixon | 26 de agost de 1991    | Brother UK-Tifosi-Onform (2019)  |                        |
| Kristen Faulkner | 18 de desembre de 1992 |                                  |                        |
| Sarah Gigante | 6 de octubre de 2000   | RoxSolt Attaquer (2019)          |                        |
| Nina Kessler | 4 de juliol de 1988    | Hitec Products-Birk Sport (2018) |                        |
| Sharlotte Lucas | 25 de juliol de 1992   |                                  |                        |
| Shannon Malseed | 27 de desembre de 1994 |                                  |                        |
| Emily Newsom | 4 de setembre de 1983  |                                  |                        |
| Diana Peñuela | 8 de setembre de 1986  | Alé Cipollini (2019)             |                        |
| Kendall Ryan | 10 de agost de 1992    |                                  |                        |
| Lauren Stephens | 28 de desembre de 1986 | Cylance (2018)                   |                        |
| |                        |                                  |                        |
| Font: UCI |                        |                                  |                        |

| 2021 |                        |                                  |                        |
| \| Llista de l'equip 2021 \| Llista de l'equip 2021 \| Llista de l'equip 2021 \| Llista de l'equip 2021 \| \| Ciclista \| Data de naixement \| Equip previ \| \| \| ------------------------------------ \| ---------------------- \| -------------------------------- \| ---------------------- \| \| Eva Buurman \| 7 de setembre de 1994 \| Boels Dolmans (2020) \| \| \| Leah Dixon \| 26 de agost de 1991 \| Brother UK-Tifosi-Onform (2019) \| \| \| Tanja Erath \| 7 de octubre de 1989 \| Canyon-SRAM Racing (2020) \| \| \| Veronica Ewers (24 de ago–31 de des) \| 1 de setembre de 1994 \| Fount Cycling Guild (2021) \| \| \| Kristen Faulkner \| 18 de desembre de 1992 \| \| \| \| Sarah Gigante \| 6 de octubre de 2000 \| RoxSolt Attaquer (2019) \| \| \| Nina Kessler \| 4 de juliol de 1988 \| Hitec Products-Birk Sport (2018) \| \| \| Emma Langley \| 23 de novembre de 1995 \| Team Illuminate (2020) \| \| \| Emily Newsom \| 4 de setembre de 1983 \| \| \| \| Diana Peñuela \| 8 de setembre de 1986 \| Alé Cipollini (2019) \| \| \| Lauren Stephens \| 28 de desembre de 1986 \| Cylance (2018) \| \| \| Maddy Ward \| 25 de juliol de 1994 \| \| \| \| Eri Yonamine \| 25 de abril de 1991 \| Alé BTC Ljubljana (2020) \| \| \| \| \| \| \| \| Font: ProCyclingStats \| \| \| \| |                        |                                  |                        |
| Llista de l'equip 2021 | Llista de l'equip 2021 | Llista de l'equip 2021           | Llista de l'equip 2021 |
| Ciclista | Data de naixement      | Equip previ                      |                        |
| --- | ---------------------- | -------------------------------- | ---------------------- |
| Eva Buurman | 7 de setembre de 1994  | Boels Dolmans (2020)             |                        |
| Leah Dixon | 26 de agost de 1991    | Brother UK-Tifosi-Onform (2019)  |                        |
| Tanja Erath | 7 de octubre de 1989   | Canyon-SRAM Racing (2020)        |                        |
| Veronica Ewers (24 de ago–31 de des) | 1 de setembre de 1994  | Fount Cycling Guild (2021)       |                        |
| Kristen Faulkner | 18 de desembre de 1992 |                                  |                        |
| Sarah Gigante | 6 de octubre de 2000   | RoxSolt Attaquer (2019)          |                        |
| Nina Kessler | 4 de juliol de 1988    | Hitec Products-Birk Sport (2018) |                        |
| Emma Langley | 23 de novembre de 1995 | Team Illuminate (2020)           |                        |
| Emily Newsom | 4 de setembre de 1983  |                                  |                        |
| Diana Peñuela | 8 de setembre de 1986  | Alé Cipollini (2019)             |                        |
| Lauren Stephens | 28 de desembre de 1986 | Cylance (2018)                   |                        |
| Maddy Ward | 25 de juliol de 1994   |                                  |                        |
| Eri Yonamine | 25 de abril de 1991    | Alé BTC Ljubljana (2020)         |                        |
| |                        |                                  |                        |
| Font: ProCyclingStats |                        |                                  |                        |

| 2022 |                        |                                      |                        |
| \| Llista de l'equip 2022 \| Llista de l'equip 2022 \| Llista de l'equip 2022 \| Llista de l'equip 2022 \| \| Ciclista \| Data de naixement \| Equip previ \| \| \| ----------------------- \| ---------------------- \| ------------------------------------ \| ---------------------- \| \| Elizabeth Banks \| 7 de novembre de 1990 \| Ceratizit-WNT Pro Cycling (2021) \| \| \| Letizia Borghesi \| 16 de octubre de 1998 \| Aromitalia-Basso Bikes-Vaiano (2021) \| \| \| Kristabel Doebel-Hickok \| 28 de abril de 1989 \| Rally Cycling (2021) \| \| \| Tanja Erath \| 7 de octubre de 1989 \| Canyon-SRAM Racing (2020) \| \| \| Veronica Ewers \| 1 de setembre de 1994 \| Fount Cycling Guild (2021) \| \| \| Kathrin Hammes \| 9 de gener de 1989 \| Ceratizit-WNT Pro Cycling (2021) \| \| \| Emma Langley \| 23 de novembre de 1995 \| Team Illuminate (2020) \| \| \| Emily Newsom \| 4 de setembre de 1983 \| \| \| \| Sara Poidevin \| 7 de maig de 1996 \| Rally Cycling (2021) \| \| \| Omer Shapira \| 9 de setembre de 1994 \| Canyon-SRAM Racing (2021) \| \| \| Abi Smith \| 1 de abril de 2002 \| \| \| \| Lauren Stephens \| 28 de desembre de 1986 \| Cylance (2018) \| \| \| Magdeleine Vallieres \| 10 de agost de 2001 \| World Cycling Centre (2021) \| \| \| \| \| \| \| \| Font: ProCyclingStats \| \| \| \| |                        |                                      |                        |
| Llista de l'equip 2022 | Llista de l'equip 2022 | Llista de l'equip 2022               | Llista de l'equip 2022 |
| Ciclista | Data de naixement      | Equip previ                          |                        |
| --- | ---------------------- | ------------------------------------ | ---------------------- |
| Elizabeth Banks | 7 de novembre de 1990  | Ceratizit-WNT Pro Cycling (2021)     |                        |
| Letizia Borghesi | 16 de octubre de 1998  | Aromitalia-Basso Bikes-Vaiano (2021) |                        |
| Kristabel Doebel-Hickok | 28 de abril de 1989    | Rally Cycling (2021)                 |                        |
| Tanja Erath | 7 de octubre de 1989   | Canyon-SRAM Racing (2020)            |                        |
| Veronica Ewers | 1 de setembre de 1994  | Fount Cycling Guild (2021)           |                        |
| Kathrin Hammes | 9 de gener de 1989     | Ceratizit-WNT Pro Cycling (2021)     |                        |
| Emma Langley | 23 de novembre de 1995 | Team Illuminate (2020)               |                        |
| Emily Newsom | 4 de setembre de 1983  |                                      |                        |
| Sara Poidevin | 7 de maig de 1996      | Rally Cycling (2021)                 |                        |
| Omer Shapira | 9 de setembre de 1994  | Canyon-SRAM Racing (2021)            |                        |
| Abi Smith | 1 de abril de 2002     |                                      |                        |
| Lauren Stephens | 28 de desembre de 1986 | Cylance (2018)                       |                        |
| Magdeleine Vallieres | 10 de agost de 2001    | World Cycling Centre (2021)          |                        |
| |                        |                                      |                        |
| Font: ProCyclingStats |                        |                                      |                        |

| 2023 |                        |                                      |                        |
| \| Llista de l'equip 2023 \| Llista de l'equip 2023 \| Llista de l'equip 2023 \| Llista de l'equip 2023 \| \| Ciclista \| Data de naixement \| Equip previ \| \| \| ---------------------------------------- \| ---------------------- \| ------------------------------------ \| ---------------------- \| \| Elizabeth Banks \| 7 de novembre de 1990 \| Ceratizit-WNT Pro Cycling (2021) \| \| \| Letizia Borghesi \| 16 de octubre de 1998 \| Aromitalia-Basso Bikes-Vaiano (2021) \| \| \| Zoe Bäckstedt (1 de gen–31 de ago, Nota) \| 24 de setembre de 2004 \| Tormans CX Team (2022) \| \| \| Kristabel Doebel-Hickok \| 28 de abril de 1989 \| Rally Cycling (2021) \| \| \| Veronica Ewers \| 1 de setembre de 1994 \| Fount Cycling Guild (2021) \| \| \| Kathrin Hammes \| 9 de gener de 1989 \| Ceratizit-WNT Pro Cycling (2021) \| \| \| Clara Honsinger \| 5 de juny de 1997 \| \| \| \| Alison Jackson \| 14 de desembre de 1988 \| Liv Racing Xstra (2022) \| \| \| Emma Langley \| 23 de novembre de 1995 \| Team Illuminate (2020) \| \| \| Sara Poidevin \| 7 de maig de 1996 \| Rally Cycling (2021) \| \| \| Omer Shapira \| 9 de setembre de 1994 \| Canyon-SRAM Racing (2021) \| \| \| Lauren Stephens \| 28 de desembre de 1986 \| Cylance (2018) \| \| \| Abi Smith \| 1 de abril de 2002 \| \| \| \| Magdeleine Vallieres \| 10 de agost de 2001 \| World Cycling Centre (2021) \| \| \| Georgia Williams \| 25 de agost de 1993 \| Team BikeExchange-Jayco (2022) \| \| \| Femke Beuling (20 de abr–31 de des) \| 20 de desembre de 1999 \| Team Drenthe (2023) \| \| \| \| \| \| \| \| Font: ProCyclingStats \| \| \| \|Nota: Zoe Bäckstedt, canvi d'equip |                        |                                      |                        |
| Llista de l'equip 2023 | Llista de l'equip 2023 | Llista de l'equip 2023               | Llista de l'equip 2023 |
| Ciclista | Data de naixement      | Equip previ                          |                        |
| --- | ---------------------- | ------------------------------------ | ---------------------- |
| Elizabeth Banks | 7 de novembre de 1990  | Ceratizit-WNT Pro Cycling (2021)     |                        |
| Letizia Borghesi | 16 de octubre de 1998  | Aromitalia-Basso Bikes-Vaiano (2021) |                        |
| Zoe Bäckstedt (1 de gen–31 de ago, Nota) | 24 de setembre de 2004 | Tormans CX Team (2022)               |                        |
| Kristabel Doebel-Hickok | 28 de abril de 1989    | Rally Cycling (2021)                 |                        |
| Veronica Ewers | 1 de setembre de 1994  | Fount Cycling Guild (2021)           |                        |
| Kathrin Hammes | 9 de gener de 1989     | Ceratizit-WNT Pro Cycling (2021)     |                        |
| Clara Honsinger | 5 de juny de 1997      |                                      |                        |
| Alison Jackson | 14 de desembre de 1988 | Liv Racing Xstra (2022)              |                        |
| Emma Langley | 23 de novembre de 1995 | Team Illuminate (2020)               |                        |
| Sara Poidevin | 7 de maig de 1996      | Rally Cycling (2021)                 |                        |
| Omer Shapira | 9 de setembre de 1994  | Canyon-SRAM Racing (2021)            |                        |
| Lauren Stephens | 28 de desembre de 1986 | Cylance (2018)                       |                        |
| Abi Smith | 1 de abril de 2002     |                                      |                        |
| Magdeleine Vallieres | 10 de agost de 2001    | World Cycling Centre (2021)          |                        |
| Georgia Williams | 25 de agost de 1993    | Team BikeExchange-Jayco (2022)       |                        |
| Femke Beuling (20 de abr–31 de des) | 20 de desembre de 1999 | Team Drenthe (2023)                  |                        |
| |                        |                                      |                        |
| Font: ProCyclingStats |                        |                                      |                        |